# Eyeworks
Eyeworks est une société de production de télévision internationale basée à Amsterdam et fondée par Reinout Oerlemans, Robert van den Bogaard et Ronald van Wechem. En juin 2014, Eyeworks est devenu une filiale en propriété exclusive du Warner Bros. Television Group (lui-même une filiale de Time Warner) et renommée en Warner Bros. International Television Production (en).